# Thiava
Thiava (łac. Diocesis Thiavensis) – stolica historycznej diecezji we Cesarstwie rzymskim w prowincji Numidia zlikwidowana w VII w. podczas ekspansji islamskiej, współcześnie w północnej Algierii. Obecnie katolickie biskupstwo tytularne. 

## Biskupi tytularni
| Lp. | Biskup                      | Funkcja                                       | Od                   | Do                   |
| --- | --------------------------- | --------------------------------------------- | -------------------- | -------------------- |
| 1   | Ignace Ramarosandratana     | wikariusz apostolski Miarinarivo (Madagaskar) | 25 maja 1939         | 14 września 1955     |
| 2   | José Pedro da Silva         | biskup pomocniczy Lizbony (Portugalia)        | 30 lipca 1956        | 13 lutego 1965       |
| 3   | Eugène Polge                | biskup pomocniczy Awinionu (Francja)          | 19 maja 1965         | 25 kwietnia 1968     |
| 4   | Stephen Woznicki            | emerytowany biskup Saginaw (USA)              | 28 października 1968 | 10 grudnia 1968      |
| 5   | Dermot O’Mahony             | biskup pomocniczy Dublina (Irlandia)          | 13 lutego 1975       | 10 grudnia 2015      |
| 6   | Hélio Pereira dos Santos    | biskup pomocniczy São Salvador (Brazylia)     | 27 kwietnia 2016     | 16 października 2020 |
| 7   | Nivaldo dos Santos Ferreira | biskup pomocniczy Belo Horizonte (Brazylia)   | 23 grudnia 2020      |                      |